# Himalcoelotes pirum
Himalcoelotes pirum är en spindelart som beskrevs av Wang 2002. Himalcoelotes pirum ingår i släktet Himalcoelotes och familjen mörkerspindlar.
Artens utbredningsområde är Nepal. Inga underarter finns listade i Catalogue of Life.